# Skala ECOG
Skala ECOG (skala sprawności ECOG, skala sprawności według Eastern Cooperative Oncology Group) – skala pozwalająca określić stan ogólny i jakość życia pacjenta z chorobą nowotworową, ale stosowana też w geriatrii i psychiatrii lub innych ciężkich i przewlekłych chorobach.
Według mianownictwa WHO skala ta jest nazywana skalą Zubroda lub skalą Zubroda-ECOG-WHO
| Stopień sprawności | Definicja                                                                                            |
| ------------------ | --- |
| 0                  | sprawność prawidłowa, zdolność do samodzielnego wykonywania codziennych czynności                    |
| 1                  | obecność objawów choroby, możliwość chodzenia i wykonywania lekkiej pracy                            |
| 2                  | zdolność do wykonywania czynności osobistych, niezdolność do pracy, spędza w łóżku około połowy dnia |
| 3                  | ograniczona zdolność wykonywania czynności osobistych, spędza w łóżku ponad połowę dnia              |
| 4                  | konieczność opieki osoby drugiej, spędza w łóżku cały dzień                                          |
| 5                  | zgon                                                                                                 |